# Majków (województwo świętokrzyskie)

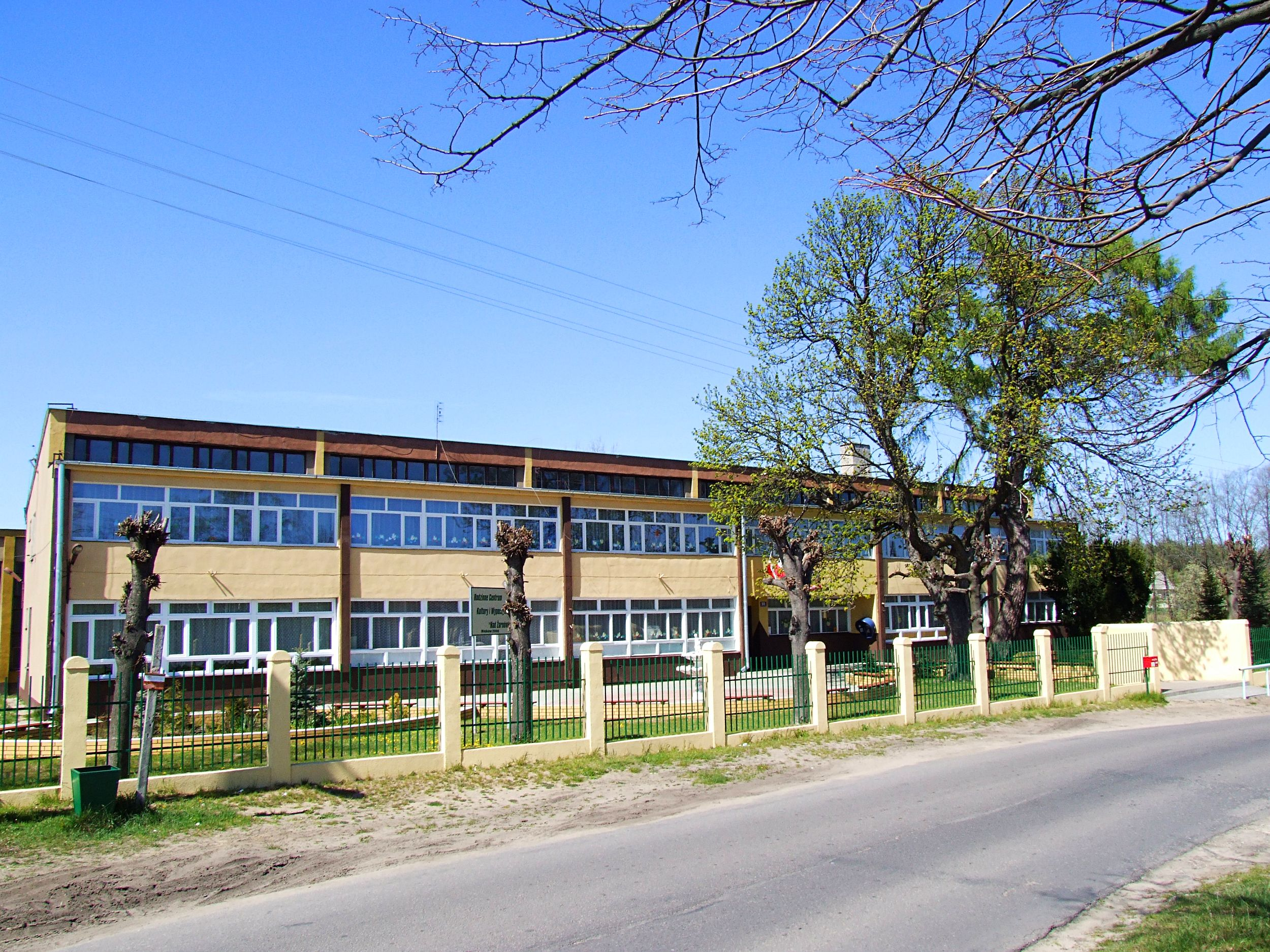
Szkoła

Majków – wieś w Polsce, położona w województwie świętokrzyskim, w powiecie skarżyskim, w gminie Skarżysko Kościelne. 
W latach 1954–1961 wieś należała i była siedzibą władz gromady Majków, po jej zniesieniu w gromadzie Parszów. Do 2001 roku w gminie Wąchock w powiecie starachowickim. W latach 1975–1998 w województwie kieleckim.
Wieś jest siedzibą rzymskokatolickiej parafii Chrystusa Światłości Świata w Majkowie.

## Części wsi
| SIMC    | Nazwa            | Rodzaj                               |
| ------- | ---------------- | ------------------------------------ |
| 0276601 | Anna             | część wsi                            |
| 0276618 | Gajówka Podebzin | osada leśna wsi                      |
| 0276624 | Górki            | część wsi                            |
| 0276630 | Kolonia          | część wsi                            |
| 0276647 | Komorniki        | część wsi                            |
| 0276653 | Kopanina         | przysiółek wsi (zniesiona w 2023 r.) |
| 0276660 | Piaski           | część wsi                            |
| 0276676 | Pleśniówka       | część wsi                            |

## Położenie
Wieś położona jest na północnym obrzeżu Gór Świętokrzyskich, w sąsiedztwie zalesionych wzgórz Przedgórza Iłżeckiego i Płaskowyżu Suchedniowskiego;, w otulinie dużych kompleksów leśnych. Graniczy z Suchedniowsko-Oblęgorskim Parkiem Krajobrazowym oraz miastem Skarżysko-Kamienna.
W skład sołectwa wchodzą następujące ulice: Stefana Żeromskiego, Jana Pawła II, Dębowa, Pleśniówka, Leopolda Staffa oraz Św. Anny. Wieś zajmuje obszar ok. 1022 ha, z czego ponad 600 ha stanowią lasy.
Miejscowość przecina struga Żarnówka, prawy dopływ Kamiennej. Okolica obfituje w różnorodną florę i faunę. Znajdują się tu liczne pomniki przyrody. Najwyższe wzniesienie o wysokości 292 m n.p.m. ulokowane jest w lesie Pleśniówka. Atutem miejscowości jest czyste, śródleśne, powietrze i niezdegradowane środowisko naturalne.

## Historia
Teren dzisiejszego Majkowa i okolicznych miejscowości przez wieki należały do Opactwa Cystersów w Wąchocku. Z 1578 są najstarsze zapiski o istnieniu we wsi kopalni żelaza. W XVIII i XIX w. na okolicznych terenach, pomiędzy dzisiejszym Skarżyskiem-Kamienną oraz Starachowicami, swą działalność w zakresie górnictwa, kopalnictwa oraz hutnictwa i hydrologii prowadził Stanisław Staszic. Za jego czasów, m.in. na terenie dzisiejszego Majkowa, Parszowa, Mostek i Rejowa, powstawały liczne kopalnie rud żelaza, huty, fryszerki, kuźnice i odlewnie – pierwsze zakłady wchodzące w skład Staropolskiego Okręgu Przemysłowego. Kopalnia rud żelaza w Majkowie zamknięta została w drugiej połowie XIX wieku.
W lesie w dawnym przysiółku Anna zachowały się pozostałości wyrobisk po niegdysiejszych kopalniach szybowych rud żelaza oraz iłów ceramicznych.

## Infrastruktura i instytucje
W Majkowie znajduje się parafia pw. Chrystusa Światłości Świata. Przy wejściu do kościoła parafialnego umieszczona jest okolicznościowa tablica z kamieniem węgielnym pod budowę świątyni, poświęconym przez Jana Pawła II oraz tablica ku czci wieloletniego proboszcza, ks. Kazimierza Buczaka. Majków wraz z pobliskim Michałowem od 1986 r. tworzą parafię.
Na wzniesieniu, w zakolu strugi Żarnówki znajduje się Szkoła Podstawowa im. Stefana Żeromskiego (liczba uczniów ok. 75). Na terenie wokół szkoły funkcjonuje Rodzinne Centrum Kultury i Wypoczynku „Nad Żarnówką”. Jest tu skatepark, plac zabaw, miejsce na grill i kompleks boisk sportowych.
Przez Majków kursują autobusy MKS (linia nr 5) i PKS do Skarżyska-Kamiennej oraz PKS do Starachowic.